# Torrubiella petchii
Torrubiella petchii är en svampart som beskrevs av Hywel-Jones 1997. Torrubiella petchii ingår i släktet Torrubiella och familjen Cordycipitaceae.   Inga underarter finns listade i Catalogue of Life.